# Две могили
Две могѝли е град в Северна България, област Русе. Намира се на 32 км южно от град Русе. По данни на ГРАО към 15 юни 2023 в града живеят 3769 души по настоящ адрес и 4339 души по постоянен адрес.
Градът е административен център на община Две могили. Тя е от IV функционален тип с 12 072 жители, в това число - 4941 в град Две могили. Тя е разположена в източната част на Дунавската хълмиста равнина върху площ от 345 кв. км. Заема 13,1% от територията на Област Русе. В пределите ѝ се намират още 12 населени места: Баниска, Батишница, Бъзовец, Каран Върбовка, Кацелово, Могилино, Острица, Помен, Пепелина, Широково и Чилнов.

## История

### През древността и Средновековието
Първи свидетелства за праисторическо селище са намерени в преддверието на пещерата Орлова чука край село Пепелина (втората по дължина пещера в България - в пролома на река Русенски Лом, на 4 км. от град Две могили). Това са каменни и кремъчни оръдия на труда, кости от пещерна мечка, елен, отнасяни към палеолита - ок 40000 г. пр.н.е., по-конкретно от мустоерската епоха, както и керамични фрагменти от енеолита (каменно-медната епоха) – ок. 3000 – 2000 г. пр.н.е. Керамичните части с орнаменти от каменно-медната епоха в същата пещера и наличието на селища от този период при селата Кацелово и Каран Върбовка са сигурни доказателства, че в района на Две могили по това време е имало човешки живот. 
Антични и късноантични некрополи и крепости има в близост до града и при селата Червен, Пепелина, Широково, Пиргово, Баниска, Батишница и Мечка. На 4 км. югоизточно от града в местността „Кованлъка“ се намира средновековно селище. При разораване на почвата, години наред са откривани останки от основи, тухли, керемиди и късове от домашни съдове, вероятно свързани и с относително ранни заселвания на славяни и прабългари.

### През османското владичество
Първите писмени сведения за Две могили са намерени в турски документи, съхранявани в Ориенталския отдел на Националната библиотека „Св. св. Кирил и Методий“. При все че те са бедни откъм данни за селището и са предимно данъчни регистри, от тях може да се добие представа за големината му и за народностния му характер, както и за поминъка на хората. Според документа „зиамети, тимари на Мустахъвзи в Никополския санджак“ от първата половина на XV век селището съществува вероятно още преди падането под османско владичество, но не може да се определи точно откога. С откриването на този документ е разрешен спорът за произхода на името на селището. В турския текст то се изписва До могила. Преводачите от старотурски към Ориенталския отдел на Националната библиотека „Св. св. Кирил и Методий“: Р. Стайков, А. Вълов, П. Груевски и Е. Грозданова приемат, че думата „До“ е дума с персийски произход (каквито чуждици са широко застъпени в речника на османлиите) и означава „две“/2. Т.е. думата „До“ е съчетана със славянската дума „могила“ и се получава названието „До могила“, свързано с географските забележителности край селото – двете могили там - и това име получава гражданственост и е преобразувано в българското название Две могили.
Първият писмен източник на турски език е от първата половина на XV век. В многотомника „Извори за българската история“, т. ХХ, е поместен откъс от регистър на войнуци от различни краища на България, включително и от Русенско, но от селата Бяла, Батишница и Пепелина, а от Две могили - само едно име на войнук, от което е видно, че хипотезата, че Две могили е възникнало по време на османската власт като войнуганско селище, вероятно е погрешна, но все пак по това време българско и войнушко население в селището е имало. В документ от 1656 г. за събиране данъка „джелепкпешан“, т.е. данък върху овцете се споменава числеността на българите в Две могили. В селото живеят българи и турци, развито е овцевъдството и с него се занимават между 79 и 132 души българи и турци.
От средата на XIX век сведенията за Две могили са повече. Оттогава са и малкото българските документи за Две могили от времето на Османската империя. Съхранени са в архивите на Църковна народна община Русе, на Доростолска и Червенска митрополия и в някои преписки върху църковни книги, запазени в църквата „Света Троица“ в град Две могили. През Възраждането и до Освободителната война (1877-1878 г.), когато селото е в Русенската кааза, много хора от балканските селища, гонени от мизерия и глад, търсят по-сигурно препитание в полето, като строители, колари, бъчвари и представители на други занаяти, и в резултат в течение на 1 век в Две могили се заселват около 70 рода.

### Руско-турска война (1877 – 1878)
Според разкази, при започването на войната, в тогавашното средно голямо за времето си село Две могили (според руски източници - със 100 къщи и 550 жители) нахлуват големи тълпи от башибозуци и черкези, които го оплячкосват, но жителите не пострадват, понеже успяват да се укрият и да избягат, по-възрастните - към с. Горно Абланово, освободено от руснаците, а малките деца - в бъзака (място, обрасло с бъз в човешки ръст) край селото. Местните турци напускат селото, но след войната много от тях се завръщат.
Руснаците влизат в Две могили на 6 юли 1877 г., като II-ра бригада от 33 пехотна дивизия взема височините край селото в посока североизток, а щабът на дивизията е в селото. Главните сили са разположени по посока село Мечка и Тръстеник. В периода 20. IX. - 30. IX. в Две могили е струпан значителен контингент за предстоящата решителна битка, която скоро започва край селата Тръстеник, Кацелово, Мечка, Пиргово и Иваново. В района на град Две могили има много паметници, които напомнят за люти битки през Руско-турската освободителна война - край селата Обретеник, Тръстеник, Кацелово, Мечка (където турците са разбити), Иваново и Пиргово. В самия град такива липсват, но са запазени гробове на руски войници. В Две могили не са водени боеве, но неговото име всеки ден се споменава в дневниците и телеграмите на главнокомандващите. В него непрекъснато се дислоцират войски, има лазарети. При това положение местното население, което е само на 4 – 5 км от фронтовата линия, се намира в постоянно напрежение и в тежко икономическо състояние, но усърдно подпомага руските войници с подслон, храна и разузнаване.

### След Освобождението
Последните години от живота си знаменитият воевода Филип Тотю прекарва в с. Две могили. Той е роден на 10 април 1830 г. в махала Гърците до с. Вонеща вода, Великотърновски окръг. Прочува се с революционната си дейност, но след Руско-турската война от 1877-1878 г. попада в румънски затвор, където излежава 6-годишна присъда след като е обвинен в опит за грабеж. Междувременно в Две могили и в близкото с. Острица се заселват много негови роднини и приятели, а най-вече брат му Вълчо и сестра му Аглика, заедно с майка му Иванка. Останал без дом, Филип Тотю отива при тях в Острица. В началото на 1885 г. започва работа като пазач към общината. Същата година си закупува дворно място от 16 дка непосредствено до р. Черни Лом. Построява си малка къща, изградена от плет и измазана с глина, където живее сам. Засажда голяма овощна градина. Къщата му е запазена до 1970 година, а местното население я нарича "войводската къща" , но сам той не се задържа там, недоволен от текущото обществено развитие. Около 1892 – 1893 г. Филип Тотю купува и къща в „Х. Муса махала“ – Русе, където също не се заселва трайно. Около 1895 г., вече на преклонна възраст, войводата се оженва за местна жена известна като баба Велика. Преселват се и заживяват в Две могили. Няколко години живеят под наем заедно с Райко Воденичаров, техен приятел. В бащиния двор на Велика в Две могили построяват хубава за времето си къща, подредена по балканджийски. Воеводата умира в същата къща на 22 март 1907 г. и е погребан в двора на църквата – израз на най-голяма почит и признателност. Присъстват много хора от Две могили, Русе и негови съратници от цялата страна. Революционерът Панайот Хитов произнася надгробна реч, в която се казва: „Умря страшилището на турската империя“. Над гроба му е издигнат паметник. През 1973 г. признателни потомци издигат величествен паметник в центъра на града - голяма бронзова фигура на „хвърковатия“ войвода, устремена напред и напомняща за подвизите му. В чест на 150-годишнината от рождението му и от 1300-годишнината от създаването на българската държава, домът му в Две могили е превърнат в музей.
На гарата на Две могили, през нощта срещу 22 септември 1908 г., тогавашният министър-председател на България, Александър Малинов, пише Манифеста за Независимостта на България, прочетен във Велико Търново.
При избухването на Балканската война в 1912 година трима души от Две могили са доброволци в Македоно-одринското опълчение.

## Обществени институции
Местното районно полицейско управление (РПУ) се помещава в град Две могили. Там има и поликлиника, а по селата - здравни служби. Общо практикуващите лични лекари (GP) в общината са 6, стоматолозите - 4; по здравеопазването в района работят и специалисти от ДКЦ – Русе, както и звено за бърза медицинска помощ.
В града има средно общообразователно училище - СОУ „Св. св. Кирил и Методий“ и Професионална гимназия по селско стопанство „К. А. Тимирязев“. През лятото на 2009 година е открит обновения летен театър. В гр. Две могили активно действа Регионален център за работа с деца, който включва много извънкласни форми на обучение за деца и юноши между 6 и 18 години. Най-големи успехи в самодейността имат детският танцов ансамбъл „Ралички“, лауреат на български и международни награди, клубовете „Млад огнеборец“ и „Млад дизайнер“, ВИС „Кейси“ и групата „Йълдъз“ - на първо място на "Хасковски минерални бани".
Футболният отбор на града се казва ФК Две могили. Играе в Североизточна В група.

## Икономика и култура
На 11 май всяка година се провежда превърналият се вече в традиционен панаир на град Две могили, по време на който тече и Детски фолклорен фестивал за народни танци, в който вземат участие много български и чуждестранни състави – от България, Румъния, Кипър, Турция, Сърбия и др. Местната кухня е много разнообразна.
В Общината функционира транспортна схема с добра ефективност и координация с железопътния транспорт, постигана чрез местната автогара, и с връзки към съседните общини и с градовете: Русе, Бяла и Попово, а чрез жп гарата в града – по направленията Русе – Горна Оряховица (оттам с влаковете има връзки за градовете Велико Търново, Дряново, Трявна, Стара Загора, Стражица, Попово, Шумен и Варна) и Русе – София. Търговията в общината се упражнява предимно от еднолични търговци, но също и от потребителни кооперации; развива се и местна пазарна търговия.

## Побратимени градове
- Белск Подляски, Полша